# Barreteria Mil
La Barreteria Mil és un establiment situat al carrer de Fontanella, 20 de Barcelona, catalogat com a d'interès (categoria E2) i inclòs a l'Inventari del Patrimoni Arquitectònic de Catalunya.

## Història
El 1812, la família Antonès, d'origen italià, va obrir un taller al carrer de l'Hospital, que el 1856 es va transformar en botiga. El 1917 van obrir la botiga al carrer de Fontanella, on venien barrets de producció pròpia i també una selecció de peces importades de l'estranger.
Hi an passat personalitats com Tony Curtis, Robert de Niro, Scarlett Johansson, Francis Ford Coppola, Aitana Sánchez-Gijón, Emma Suárez, Rossy de Palma, Alberto San Juan i Clara Segura.

## Descripció
Establiment situat a mà esquerra del portal d'accés. L'exterior està format per un moble amb l'estructura de fusta aplacat a la façana, amb un muntant central que fa de vitrina, aparador exterior i un vestíbul amb aparadors a cada costat. A l'exterior trobem una llinda també de fusta amb cantells motllurats, amb vidre esgrafiat amb el nom de l'establiment i el dibuix d'uns barrets.
L'interior conserva una part del mobiliari original, consistent en uns prestatges de paret amb armaris inferiors, l'antic moble de la caixa enregistradora i taules vitrines amb cadires sense respatller. L'ambient de l'interior és de línies rectes amb molta llum natural i amb poques decoracions. La rebotiga es va modificar als anys cinquanta abaixant-ne els sostres i es va eliminar l'arcada amb vidres bisellats que separava els dos ambients.